# Shaunaka

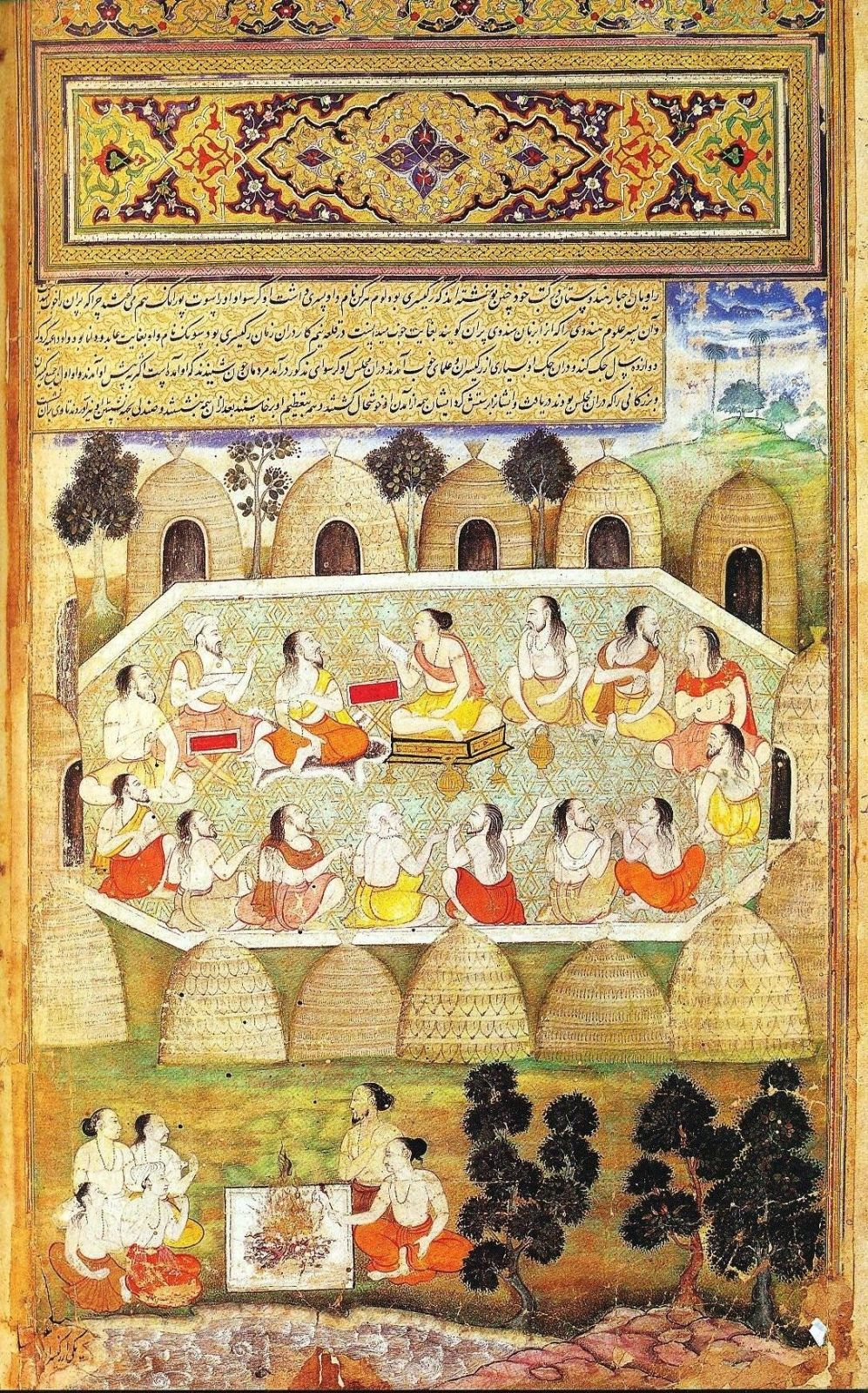
Ejemplo

Shaúnaka es un nombre aplicado a varios religiosos y académicos de la India antigua.

## Etimología
- śaúnaka, en el sistema AITS (alfabeto internacional para la transliteración del sánscrito).[1]
- शौनक, en escritura devanagari del sánscrito.[1]
- Pronunciación: /shaúnaka/[1] o /shónaka/ (en pronunciación bengalí).
- Etimología: proviene de shúnaka, ‘perro’.[1]

## Varios Shaúnaka

### Personaje mitológico
Shaúnaka rishi es un personaje tardío en la mitología hinduista. No se lo menciona en el Rig-veda (el texto más antiguo de la India, de mediados del II milenio a. C.).
Las leyendas acerca de Shaúnaka aparecen por primera vez en el libro 13 del texto épico-religioso Majábharata (del siglo III a. C.).
En el capítulo 30 del Anusasana Parva del Majábharata, declara que Shaúnaka era hijo de un sabio Shúnaka, cuyo antepasado (en 11 generaciones) había sido el sabio Gritsa-Madá:

Así es como el rey Vita Javia alcanzó la condición de brahmán. Oh, mejor de los chatrías, aunque Vita Javia era un chatría de nacimiento, por la misericordia de Brigu se convirtió en un brahmán. Su hijo Gritsa-Madá era tan hermoso como Indra. Se convirtió en brahmachari (estudiante célibe) y en un sabio brahmán. Sucheta, el hijo de este Gritsa-Madá, también fue un brahmán. El hijo de Sucheta fue Varcha, y su hijo fue Satia. El hijo de Satya se llamó Shanta, cuyo hijo fue Rishi Vara. El hijo de Rishi Vara fue Tama, cuyo hijo Prakasha fue el mejor de los brahmanes. El hijo de Prakasha fue Vaguindra, cuyo hijo Pramiti conocía los Vedas y los Vedangas. Este Pramiti engendró a Ruru en el seno de su esposa Gritachi. Ruru engendró un hijo llamado Shúnaka, quien se convirtió en un viprarsi [un sabio entre los brahmanes]. El hijo de Shúnaka fue Shaúnaka.
Majábharata

Según el Anu-kramaniká, el Asualaiana-srauta-sutra, el Asualaiana-grijia-sutra, el Sankhaiana-grijia-sutra y el Jari-vamsa), Shaúnaka fue maestro del sabio Katiaiana y, especialmente, de Asualaiana.
En algunas leyendas, a veces se lo identifica con su antepasado Gritsa-Madá, un rishi védico.[cita requerida]
En cambio según el Visnú-purana (comienzos del primer milenio), Grtsa-Madá era hijo de Shuna Jotra, del clan de Anguiras, pero por voluntad de Indra (el dios principal) fue transferido al clan Brigu como hijo del sabio Shaúnaka.
En cambio en el Bhágavata-purana (del siglo X) dice que Gritsa-Madá fue abuelo de Shaúnaka:

Sujotra tuvo tres hijos, llamados Kashia, Kusha y Gritsa-Madá. De Gritsa-Madá nació Shúnaka, y de este nació el santo Shaúnaka, el mejor de entre los muchos conocedores del Rig-veda.
Bhágavata-purana (9.17.3)

Shaúnaka enseñó el Rigveda-prātiśākhya durante un satra-iagñá (un sacrificio colectivo de fuego a gran escala de 12 días de duración), celebrado en el bosque Naimisha, de acuerdo con Visnú-Mitra de la localidad de Champa, el comentarista del comentario de Uvata al Rig-veda-prati-sakhia.
Según el Visnú-purana, Shaúnaka el inventor del sistema de los cuatro ásramas (las cuatro etapas de la vida humana: estudiante, padre de familia, ermitaño y mendigo).
Shaúnaka tuvo un papel destacado en el texto épico mitológico Majábharata. Todo el texto habría sido narrado a Shaúnaka por un narrador profesional llamado Ugrasrava Sauti durante un cónclave de sabios encabezados por Shaúnaka en un bosque llamado Naimisha.

### Escuela de recitación
La Shaúnaka shakha es una escuela de recitación del Átharva-veda (de fines del II milenio a. C.).

### Gramático sánscrito
Shaúnaka famoso gramático sánscrito, autor de cinco Anukramani (índices) del Rig-veda (el texto más antiguo de la India, de mediados del II milenio a. C.), del Rig-veda-prati-shakia, del Brijad-devatá y del Charana-viuja.
Se dice que Shaúnaka unió la Bashkala Shakha y la Shakala Shakha (las dos escuelas de recitación del Rig-veda).